# Enid Yandell

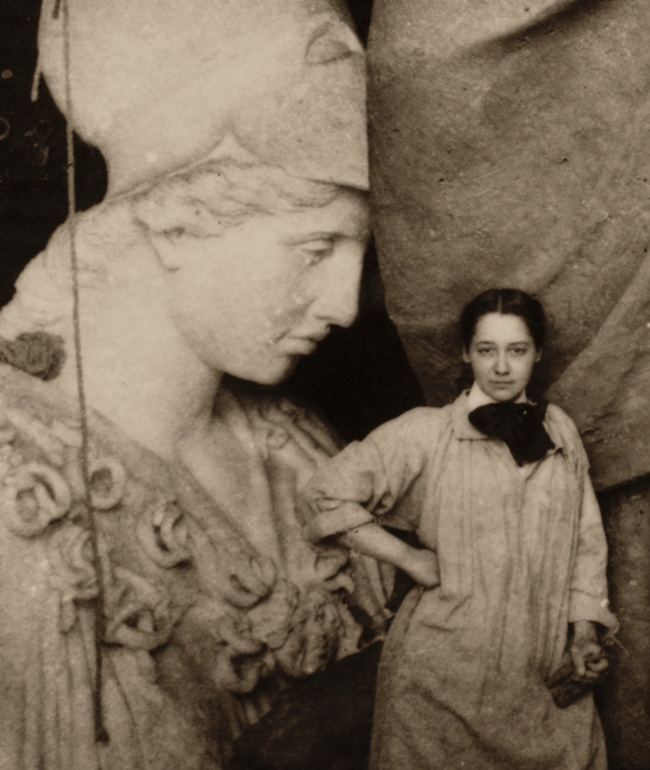
Enid Yandell

Enid Bland Yandell (* 6. Oktober 1869 in Louisville, Kentucky; † 12. Juni 1934 in Boston) (Anmerkung) war eine US-amerikanische Bildhauerin.

## Frühes Leben und Ausbildung
Enid Yandell wurde 1869 als älteste Tochter des Arztes und Veterans des Sezessionskrieges Lunsford Pitts Yandell (1837–1884) und Maria Louise Elliston Yandell (1844–1908) in Louisville geboren. Sie hatte drei Geschwister, die Schwestern Maud Yandell (1871–1962), die ebenso wie Enid Yandell nie heiratete, und Elsie Yandell, sowie den Bruder Lunsford P. Yandell III (1878–1927). Ihre Mutter malte gern und vermittelte ihr früh einen Bezug zur Kunst. Yandell besuchte das Hampton College in Louisville. Dort machte sie Abschlüsse in Chemie und Kunst. Im Anschluss studierte sie an der Art Academy of Cincinnati. Dort schloss sie ein eigentlich vier Jahre dauerndes Studium in nur zwei Jahren ab und gewann den ersten Preis für ihre Abschlussarbeit im Jahr 1889.
Sie studierte bei berühmten Künstlern ihrer Zeit, war Schülerin von Lorado Taft und Philip Martiny in Chicago und von Karl Bitter in New York City. Im Winter des Jahres 1894 ging Yandell nach Paris und studierte dort bei Auguste Rodin, Frederick MacMonnies und weiteren Bildhauern an der Académie Vitti.

## Werk

### World’s Columbian Exposition

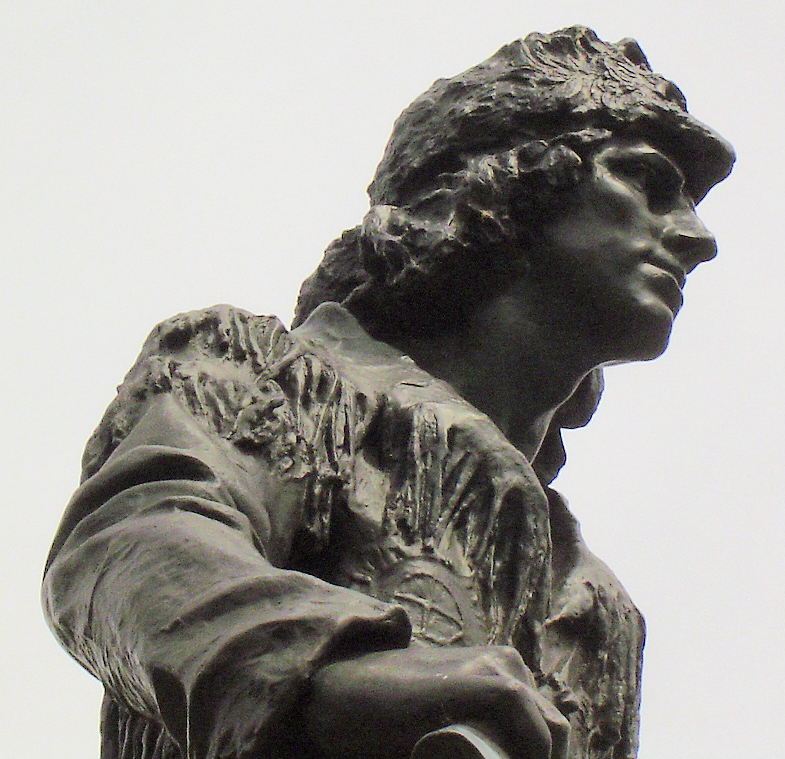
Daniel Boone von Enid Yandell

1891 wurde sie von Lorado Taft als Helferin für die World’s Columbian Exposition angestellt. Sie gehörte zu einer Gruppe von jungen und begabten Bildhauerinnen, die mit ihm an der Fertigung von Skulpturen und Dekorationselementen für die Horticultural Buildings (Gartenbaugebäude) der Ausstellung arbeitete. Taft war für die Ausgestaltung dieser Gebäude zuständig und er sah sich außerstande die Arbeiten alleine auszuführen. Männliche Bildhauer waren als Hilfskräfte nicht mehr zu bekommen, da diese bereits alle mit Arbeiten für die Ausstellung beschäftigt waren. So engagierte Taft die jungen Bildhauerinnen. Diese Gruppe nannte sich die White Rabbits und sie erregten durch ihre hervorragenden Arbeiten viel Aufsehen. Auch weiteren Künstlern half sie während ihrer Arbeit für die Ausstellung, so arbeitete sie zusammen mit Carl Rohl-Smith an seiner Statue von Benjamin Franklin und half Philip Martiny bei verschiedenen Skulpturen. Sie bekam 1892 von der Louisville Historical Society, dem Filson Club, den Auftrag für eine Statue von Daniel Boone, die vor dem Kentucky State Building der Ausstellung errichtet wurde. Diese Statue wurde später in Bronze ausgeführt und befindet sich heute im Louisville’s Cherokee Park. Eine Kopie der Statue befindet sich auf dem Campus der Eastern Kentucky University.
Von Bertha Palmer, der Direktorin des  Woman’s Department at the World’s Columbian Exposition bekam sie 1893 den Auftrag, die Karyatiden am Woman’s Building zu fertigen.
Zusammen mit Laura Hayes und Jean Loughboroug schrieb sie die zum Teil autobiographische Novelle Three Girls in a Flat über die Weltausstellung und die Rolle weiblicher Bildhauer in der Ausstellung.

### Tennessee Centennial and International Exposition

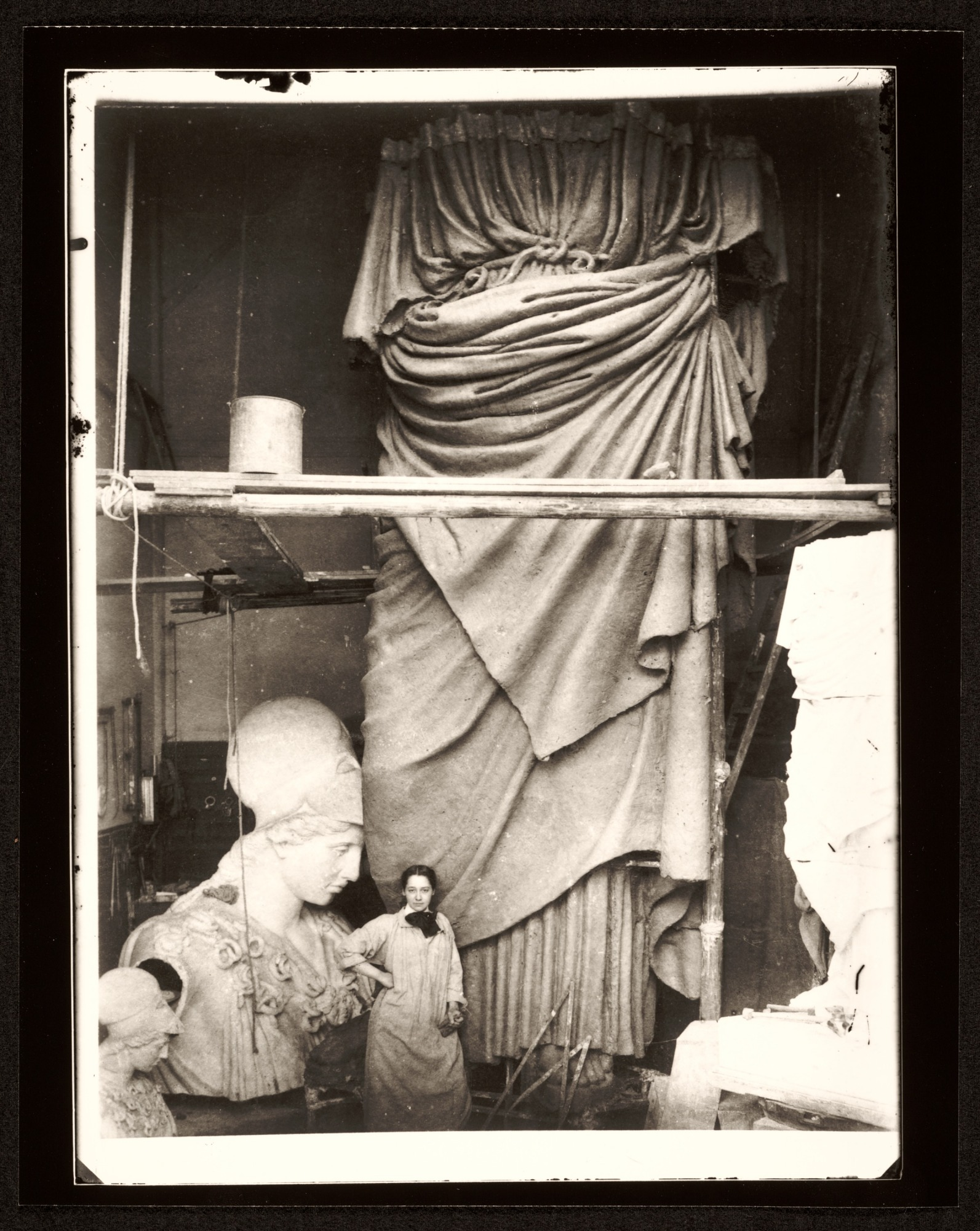
Pallas Athena von Enid Yandell

Für die Tennessee Centennial and International Exposition in Nashville im Jahr 1897 bekam Yandell ihren nächsten großen Auftrag: eine Kolossalstatue der Pallas Athena. Die Statue war 12,8 m (42 Foot) hoch. Sie schuf die Skulptur in ihrem Pariser Atelier. Von Frankreich wurde die Statue nach Amerika verschifft. Aufgrund ihrer Größe wurde sie auf Deck statt im Laderaum befestigt und über New Orleans nach Nashville gebracht. Da die Statue nie in Bronze ausgeführt wurde, ist sie binnen eines Jahres durch Wettereinflüsse zerstört worden. Yandell bekam viel Achtung für diese Statue, die zu dem Zeitpunkt die größte, je von einer Frau erschaffene Statue war, und sie wurde 1898 als erste Frau in die National Sculpture Society aufgenommen.

### Weitere Werke
Zu ihren weiteren Werken gehören:

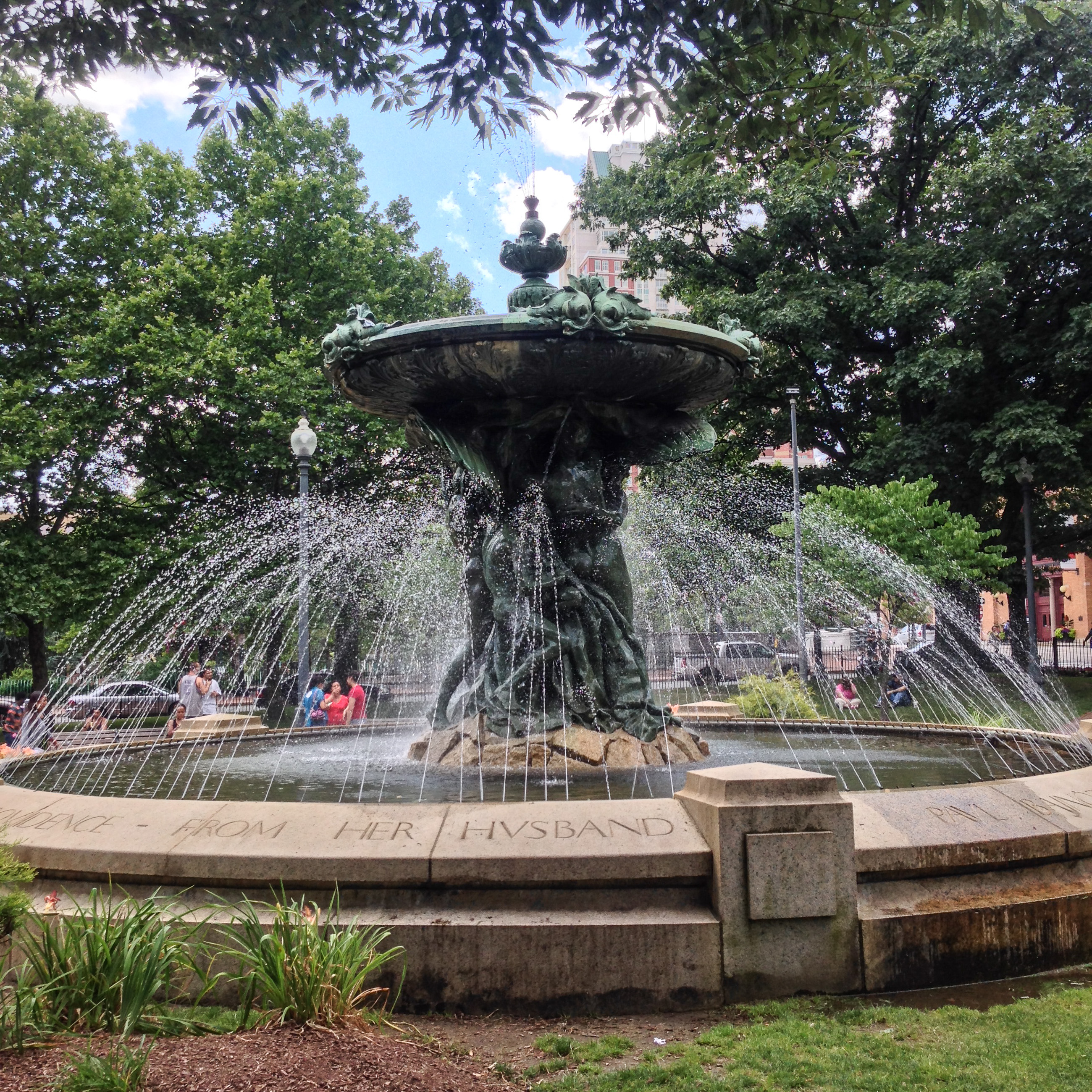
Carrie Brown Memorial Fontaine von Enid Yandell

- eine Skulptur des Gottes Pan für den Hogan-Brunnen im Louisville’s Cherokee Park.[3]
- die Carrie Brown Memorial Fontaine in Providence, Rhode Island.[6]
- Five Senses, ausgestellt in der New York Armory Show im Jahr 1913.[5]

1915 erhielt sie einen Brief von Gutzon Borglum, der sie um Hilfe bei seiner Arbeit am Mount Rushmore National Memorial bat.

## Soziale Arbeit
Yandell gründete 1908 die Branstock School in Edgartown, Massachusetts. Zunächst als eine Schule für Bildhauer geplant, wurde sie bereits 1909 erweitert um die Abteilungen Zeichnung, Malerei und Keramikdekoration. Albert Sterner lehrte Porträtmalerei. In weiteren Klassen wurden Metall-Arbeiten gelehrt. Die Studenten blieben für drei Monate. Neben dem Unterricht fanden sie bequeme Unterkünfte, eine Teestube und weitere Künstler, die sich hier im Sommer aufhielten.
Zudem unterstützte sie die Kampagne für das Frauen-Wahlrecht und Calvin Coolidge bei seinem Wahlkampf. Durch den Ersten Weltkrieg beeinflusst, stellte Yandell ihre Karriere praktisch ein. In Frankreich engagierte sie sich in einer französischen Organisation und beim Roten Kreuz für die Pflege von Kriegswaisen. Sie unterstützte die Bewegung Appui Aux Artists, die erschwingliche Mahlzeiten für Künstler und ihre Familien zur Verfügung stellte. Nach ihrer Rückkehr in die Vereinigten Staaten arbeitete sie als Direktorin des Bureau of Communications für das Amerikanische Rote Kreuz in New York City und als Vorsitzende des Frauenausschusses für den Rat der Nationalen Verteidigung.
Yandell nahm ihre Karriere als Bildhauerin nicht mehr auf. Sie starb am 12. Juni 1934 in Boston, Massachusetts. Ihr Grab befindet sich auf dem Cave Hill Cemetery in Louisville. Yandell blieb unverheiratet.